# Parti du travail de Corée du Sud
 (mars 2025).
 (septembre 2017).
Si vous disposez d'ouvrages ou d'articles de référence ou si vous connaissez des sites web de qualité traitant du thème abordé ici, merci de compléter l'article en donnant les références utiles à sa vérifiabilité et en les liant à la section « Notes et références ».
Le Parti du travail de Corée du Sud (Coréen: 남조선로동당, Romanisation révisée: Nam-joseon-rodong-dang, parfois abrégé: Namro Dang) était un parti communiste en Corée du Sud qui a existé de 1946 à 1949.

## Histoire
Il a été fondé le 23 novembre 1946 par la fusion de la branche sudiste du Parti communiste de Corée, du Nouveau Parti populaire de Corée et d'une fraction du Parti populaire de Corée (en). Le président du parti était Pak Hon-yong.
Les forces d'occupations américaines ont cherché à abattre le parti en arrêtant les membres et en exécutant les dirigeants, puisqu'il s'opposait à la création d'un État sud-coréen et à la présence et l'influence américaine, mais il a poursuivi ses activités de manières clandestines et comptait 300 000 membres.
En 1947, le parti a lancé une lutte de guérilla armée, qui fut rapidement réprimé. Les États-Unis ont intensifié les persécutions et les violences contre le parti et la plupart des instances dirigeantes du parti ont fui en Corée du Nord.
Le Parti s'est violemment opposé à la création d'un État au sud de la péninsule coréenne, séparé du nord ; en février-mars 1948 il a incité des grèves générales pour s'opposer aux plans de création de la Corée du Sud.
Le 3 avril 1948, le parti a mené un soulèvement populaire sur l'île de Jeju, contre la déclaration unilatérale de la fondation de la République de Corée. La révolte fut violemment réprimée par l'armée américaine et des milliers d'insulaires ont péri durant la répression, cet épisode est appelé le massacre de Jeju.
Dans l'un de ses premiers actes officiels, l'Assemblée nationale sud-coréenne a adopté une loi nationale en septembre 1948, qui, entre autres mesures, a officiellement interdit le Parti du travail de Corée du Sud.
Le 30 juin 1949, le parti fusionne avec le Parti du travail de Corée du Nord, formant le Parti du travail de Corée.
Un des plus grands leaders du nord, Kim Il-sung, devient président du parti et Pak Hon-yong se contente de la vice-présidence et deviendra le ministre des Affaires étrangères de la Corée du Nord.
Mais en 1953, Pak Hon-yong et les anciens dirigeants du Parti du travail de Corée du Sud seront évincés par les purges politiques de Kim Il-sung qui personnalisera le parti et l'État nord-coréen.